# Худжабехоб
Худжабехоб (тадж. Хӯҷабехоб; до 2008 года — Тулкибулок) — село в районе Рудаки Республики Таджикистан. Входит в состав джамоата (сельской общины) Эсанбой района Рудаки.
Находится на расстоянии 66 км от райцентра (пгт. Сомониён) и 6 км от центра общины (село Эсанбой).
Население — 221 чел. (2017).